# Folha do Centro
Folha do Centro é um jornal de distribuição gratuita que circula principalmente na região central do Rio de Janeiro. Tem tiragem de 20 mil exemplares (segundo o próprio jornal: “tiragem comprovada com nota fiscal 20.000 exemplares”) e é lido por 50 mil pessoas. Existe há 25 anos e são mais de 300 edições. É um dos mais atuantes jornais alternativos da cidade. Seus artigos são assuntos concernentes ao Centro ebairros próximos. É distribuído em estabelecimentos diversos da região, tais como:
bancas de jornais, livrarias, bibliotecas, bares, restaurantes padarias, supermercados, teatros, centros culturais etc.